# Otto von Knobelsdorff
Otto von Knobelsdorff (* 31. März 1886 in Berlin; † 21. Oktober 1966 in Hannover) war ein deutscher General der Panzertruppe im Zweiten Weltkrieg.

## Leben

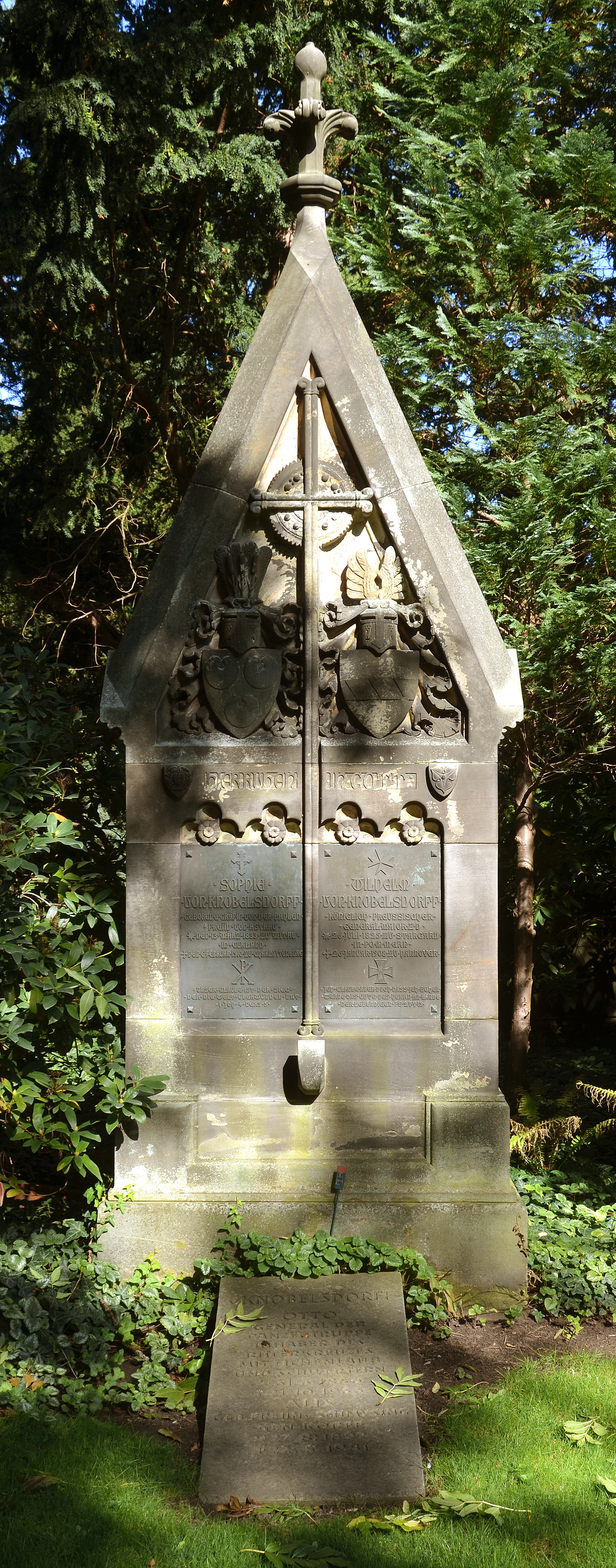
Grabmal der Familien von Wilhelm von Knobelsdorff und der Sophie, geborene Gräfin von der Pahlen, Freiin von Astrau sowie von Otto von Knobelsdorff und der Alix, geborene Freiin von Schmising, genannt Korff;
Stadtfriedhof Engesohde, Hannover

Otto entstammte dem Adelsgeschlecht derer von Knobelsdorff. Seine Eltern waren der Major Heinrich Otto August von Knobelsdorff (* 21. Januar 1856) und dessen Ehefrau Anna Luise Usula Katharina, geborene von Manteuffel (* 10. März 1862).
Er trat nach dem Besuch der Kadettenanstalt Bensberg und der Hauptkadettenanstalt in Groß-Lichterfelde am 25. April 1905 als Fahnenjunker in das Infanterie-Regiment „Großherzog von Sachsen“ (5. Thüringisches) Nr. 94 in Weimar ein. Dort wurde er am 18. August 1906 zum Leutnant befördert. Kurz vor Beginn des Ersten Weltkrieges wurde er Regimentsadjutant; am 18. August 1914 erfolgte seine Beförderung zum Oberleutnant. Am 22. März 1916 wurde Knobelsdorff zum Hauptmann befördert und als Generalstabsoffizier bei verschiedenen Divisionen eingesetzt. Er absolvierte den Generalstabslehrgang Sedan und wurde während des Krieges mehrfach verwundet, letztmals am 28. Oktober 1918.
Nach Kriegsende wurde er in die Reichswehr übernommen und diente bis 1928 in Stabs- und Truppenverwendungen. Im Oktober 1928 begann er eine einjährige Ausbildung im Rahmen der „Reinhardt-Kurse“ und wurde am 1. Februar 1929 zum Major befördert. Anschließend diente er bis 1933 als Erster Generalstabsoffizier (Ia) im Stab des Artillerieführers III in Berlin. Am 1. Juni 1933 wurde er als Chef des Stabes des Kommandanten von Berlin zum Oberstleutnant und – im Zuge der Wiederaufrüstung – am 1. Juni 1935 zum Oberst befördert. Im gleichen Jahr wurde er Kommandeur des Infanterie-Regiments 102 in Chemnitz; in dieser Position erfolgte am 1. Januar 1939 seine Beförderung zum Generalmajor.
Von Februar bis September 1939 befehligte von Knobelsdorff Befestigungen im Raum Oppeln und wurde mit dem Überfall auf Polen Chef des Stabes des Grenzschutzabschnittskommandos 3 unter Georg Brandt. 
Am 9. Oktober 1939 erhielten Adolf Eichmann und sein Mitarbeiter Rolf Günther von ihm und vom Chef der Zivilverwaltung im Abschnitt Kattowitz Otto Fitzner die Unterstützung für geplante Deportationen von Juden aus Kattowitz und Umgebung.
Am 1. Februar 1940 wurde er zum Kommandeur der 19. Infanterie-Division ernannt, die er während des Westfeldzuges führte. Durch Aufrüstung wurde die Division im Jahr 1940 zur 19. Panzer-Division umgewandelt. Diese führte Otto von Knobelsdorff, seit Dezember 1940 Generalleutnant, ab Juni 1941 in Russland. Für die Erfolge der Division im August 1941 wurde er am 17. September 1941 mit dem Ritterkreuz des Eisernen Kreuzes ausgezeichnet. Am 6. Januar 1942 musste er die Führung seiner Division wegen einer schweren Erkrankung abgeben. Nach seiner Genesung übernahm er am 1. Mai 1942 kurzfristig das X. Armeekorps und wurde am 1. Juni 1942 Kommandierender General des II. Armeekorps. Von Juli bis Oktober 1942 führte er das nach ihm benannte „Korps Knobelsdorff“. Am 1. August 1942 erfolgte die Beförderung zum General der Panzertruppe. Am 10. Oktober 1942 übernahm er das XXIV. Panzerkorps und am 1. Dezember 1942 das XXXXVIII. Panzerkorps, das er in der Schlacht am Tschir führte. Als Befehlshaber dieses Korps nahm er im Juli 1943 am Unternehmen Zitadelle teil.
Nach schweren Kämpfen während der Belgorod-Charkower Operation wurde er am 12. November 1943 mit dem Eichenlaub ausgezeichnet. Am 9. Oktober 1943 wurde er erneut schwer krank und in die Führerreserve des Oberkommandos des Heeres versetzt. Zum 1. Februar 1944 wurde er reaktiviert und Kommandierender General des XXXX. Panzerkorps im Brückenkopf von Nikopol. Am 6. September 1944 wurde er Oberbefehlshaber der 1. Armee im Westen und wurde nach dem Kampf um Metz am 21. September 1944 mit den Schwertern zum Ritterkreuz ausgezeichnet. Am 30. November 1944 wurde er erneut in die Führerreserve des OKH versetzt. Bis Kriegsende blieb er ohne Kommando und geriet am 6. April 1945 in US-amerikanische Kriegsgefangenschaft, aus der er am 21. Dezember 1947 entlassen wurde.
Knobelsdorff ließ 1942 (?) Einsatzgruppen-Führer verhaften, als diese im Begriff waren, an der russischen Front die Ermordung von Juden durchzuführen. Erst durch Intervention von Himmler bei Hitler kamen diese frei (Protokoll der Nürnberger Prozesse, Knobelsdorff als Zeuge bei der Vernehmung von Manstein durch den sowjetischen Ankläger).

## Auszeichnungen
- Eisernes Kreuz (1914) II. und I. Klasse[2]
- Ehrenritter des Johanniterordens[2]
- Verwundetenabzeichen (1918) in Schwarz[2]
- Ritterkreuz II. Klasse des Hausordens vom Weißen Falken mit Schwertern[2]
- Wilhelm-Ernst-Kriegskreuz[2]
- Ritterkreuz II. Klasse des Herzoglich Sachsen-Ernestinischen Hausordens mit Schwertern[2]
- Lippisches Kriegsverdienstkreuz[2]
- Österreichisches Militärverdienstkreuz III. Klasse mit der Kriegsdekoration[2]
- Spange zum Eisernen Kreuz II. und I. Klasse
- Ritterkreuz des Eisernen Kreuzes mit Eichenlaub und Schwertern[3]
  - Ritterkreuz am 17. September 1941
  - Eichenlaub am 12. November 1943 (322. Verleihung)
  - Schwerter am 21. September 1944 (100. Verleihung)
- Deutsches Kreuz in Gold am 16. Februar 1943[3]

## Schriften
- Geschichte der niedersächsischen 19. Panzer-Division 1939–1945. Podzun-Verlag, Bad Nauheim 1958.